# Travel Is Dangerous
Travel Is Dangerous – minialbum zespołu Mogwai, wydany 26 czerwca 2006 roku.

## Minialbum

### Wydanie
Minialbum Travel Is Dangerous został wydany 26 czerwca 2006 roku przez wytwórnie PIAS, Rock Action i Wall of Sound jako CD. Utwory: „Travel Is Dangerous”, „Auto Rock”, „Friend Of The Night” pochodzą z wydanego wcześniej albumu Mr Beast (dwa ostatnie są remiksami). Kolejne utwory: „Like Herod” i „We're No Here” zostały zarejestrowane podczas koncertu zespołu w Tokio w styczniu 2006 roku i zmiksowane przez Johna Cummingsa w Castle Of Doom Studios w Glasgow.

### Lista utworów
Lista utworów według Discogs: 
| 1. | Travel Is Dangerous                      | 4:03  |
|    |                                          |       |
| 2. | Auto Rock (Errors Remix)                 | 4:05  |
|    |                                          |       |
| 3. | Friend Of The Night (Acid Casuals Remix) | 5:53  |
|    |                                          |       |
| 4. | Like Herod (Live)                        | 12:30 |
|    |                                          |       |
| 5. | We're No Here (Live)                     | 6:42  |
|    |                                          |       |
|    |                                          | 33:13 |
|    |                                          |       |

### Muzycy
- Dominic Aitchison – gitara basowa
- Stuart Braithwaite – gitara
- Martin Bulloch – perkusja
- Barry Burns – gitara, fortepian, flet, śpiew (w „Travel Is Dangerous”)
- John Cummings – gitara[1]

## Odbiór

### Opinie krytyków
„EP-ka Travel Is Dangerous oferuje porywający wgląd w burzliwą przenikliwość tego dysfunkcyjnego kolektywu. Emanująca zapętloną introwertycznością i groźną paranoją, ta pięcioutworowa eksplozja dysonansowego jadu razi uszy chaotyczną melancholią. To pozbawiona jakiegokolwiek zabezpieczenia, niepokojąca podróż w głąb serca tej wściekle żądnej krwi grupy.” – ocenia Billy Hamilton z magazynu The Skinny.
„Ta EP-ka rozpoczyna się świetnym utworem z ich ostatniego albumu, Mr Beast, i jest to tak wspaniała ściana hałasu, jaką Mogwai kiedykolwiek stworzył. Największą niespodzianką są dwa przyzwoite remiksy, a na końcu dwa nagrania koncertowe.” – uważa Mark Horne z Lancashire Telegraph.